# 冯天顺
冯天顺（1921年1月—？），男，汉族，山西闻喜人，中国金融家，曾任中国人民保险公司总经理，中国外商投资企业协会副会长。